# Tour du Finistère
Die Tour du Finistère ist ein französisches Straßenradrennen.
Das Eintagesrennen, welches seinen Termin für gewöhnlich Ende April hat und rund um die französische Stadt Quimper im Département Finistère in der Bretagne stattfindet, wurde erstmals im Jahr 1986 ausgetragen. Seit Einführung der UCI Europe Tour in der Saison 2005 ist das Rennen Teil dieser Rennserie und in die Kategorie 1.1 eingestuft. Die Tour du Finistère ist außerdem ein Teil des Coupe de France, einer Rennserie von französischen Eintagesrennen. Rekordsieger ist Julien Simon, der das Rennen dreimal für sich entscheiden konnte.

## Palmarès
| Jahr | Sieger                            | Zweiter              | Dritter              |          |
| ---- | --------------------------------- | -------------------- | -------------------- | -------- |
| 1986 | Jean-Jacques Lamour               | Philippe Tranvaux    | Philippe Dalibard    |          |
| 1987 | Philippe Dalibard                 | David John Tonks     | Dominique Le Bon     |          |
| 1988 | Pierre Le Bigaut                  | Philippe Quéméneur   | Bertrand Sourget     |          |
| 1989 | Philippe Dalibard                 | Camille Coualan      | Eric Heulot          |          |
| 1990 | Philippe Mondory                  | Stéphane Galbois     | Camille Coualan      |          |
| 1991 | Dominique Le Bon                  | Jean-Louis Conan     | Frederic Galerne     |          |
| 1992 | Pierre-Henri Menthéour            | Jean-Philippe Rouxel | Jean-Louis Conan     |          |
| 1993 | Dominique Le Bon                  | Eric Le Rigoleur     | Pascal Le Tanou      |          |
| 1994 | Pascal Deramé                     | Michel Lallouët      | David Delrieu        |          |
| 1995 | Michel Lallouët                   | Anthony Morin        | Dominique Rault      |          |
| 1996 | Camille Coualan                   | Dominique Rault      | Sylvain Desbois      |          |
| 1997 | Walter Bénéteau                   | Christophe Faudot    | Jean-Philippe Rouxel |          |
| 1998 | Franck Trotel                     | Freddy Ravaleu       | Nicolas Dumont       |          |
| 1999 | Laurent Estadieu                  | Pascal Pofilet       | Michel Lallouët      |          |
| 2000 | Sébastien Hinault                 | Jean-Cyril Robin     | Anthony Langella     |          |
| 2001 | Franck Renier                     | Jean-Cyril Robin     | Xavier Jan           |          |
| 2002 | David Bernabéu                    | Johan Coenen         | Eddy Lembo           |          |
| 2003 | Nicolas Fritsch                   | Yoann Le Boulanger   | Julien Laidoun       |          |
| 2004 | Daniele Balestri                  | Mickaël Buffaz       | Bert Scheirlinckx    |          |
| 2005 | Simon Gerrans                     | David Moncoutié      | Juri Trofimow        |          |
| 2006 | Sergei Alexandrowitsch Kolesnikow | Pierrick Fédrigo     | Mikel Gaztañaga      |          |
| 2007 | Niels Brouzes                     | Yann Huguet          | Konstantin Klyuev    |          |
| 2008 | David Le Lay                      | Aleksejs Saramotins  | Rémi Pauriol         |          |
| 2009 | Dimitri Champion                  | Pierrick Fédrigo     | Anthony Geslin       |          |
| 2010 | Florian Vachon                    | Leonardo Duque       | Cédric Pineau        |          |
| 2011 | Romain Feillu                     | Armindo Fonseca      | Sandy Casar          |          |
| 2012 | Julien Simon                      | Samuel Dumoulin      | Jonathan McEvoy      |          |
| 2013 | Cyril Gautier                     | Frederik Veuchelen   | Anthony Geslin       |          |
| 2014 | Antoine Demoitié                  | Julien Simon         | Armindo Fonseca      |          |
| 2015 | Tim De Troyer                     | Jérôme Baugnies      | Julien Simon         |          |
| 2016 | Baptiste Planckaert               | Samuel Dumoulin      | Alexandre Geniez     |          |
| 2017 | Julien Loubet                     | Julien Simon         | Pierre Latour        |          |
| 2018 | Jonathan Hivert                   | Romain Bardet        | Guillaume Martin     |          |
| 2019 | Julien Simon                      | Andrea Vendrame      | Baptiste Planckaert  |          |
| 2020 | abgesagt                          | abgesagt             | abgesagt             | abgesagt |
| 2021 | Benoît Cosnefroy                  | Sean De Bie          | Rasmus Tiller        |          |
| 2022 | Julien Simon                      | Clément Venturini    | Sandy Dujardin       |          |
| 2023 | Paul Penhoët                      | Sandy Dujardin       | Axel Zingle          |          |
| 2024 | Benoît Cosnefroy                  | Corbin Strong        | Rudy Molard          |          |
| 2025 |                                   |                      |                      |          |